# HD 204599
HD 204599，又名BD+59 2383，SAO 33443、HR 8224，是一颗恒星，视星等为6.1，位于銀經99.73，銀緯6.42，其B1900.0坐标为赤經21h 24m 39.5s，赤緯+59° 6.42′ 53″。